# よいしょ!デビチャンネル
『よいしょ!デビチャンネル』は、2015年10月よりテレビ埼玉（テレ玉）で金曜日19:30 - 20:00（30分）放送されていた情報バラエティ番組である。

## 概要
埼玉県出身のデビット伊東が街を歩き、地域企業ではたらく人々と出会うバラエティ番組！あなたの街を、埼玉を、そして日本を「よいしょ！」と盛り上げます。

## 放送時間と出演者

### 放送時間
- 金曜日放送 19:30 - 20:00 （2015年10月2日 - 2015年12月25日）
- 木曜日放送 20:30 - 21:00 （2016年1月7日 - 2016年3月31日）※再放送

### 出演者
デビット伊東・早川茉希（テレビ埼玉アナウンサー）

## 放映リスト
| 回 | 年月日         | 再放送年月日  | 訪問先                         |
| -- | -------------- | ------------- | ------------------------------ |
| 1  | 2015年10月2日  | 2016年1月7日  | 「かにや」                     |
| 2  | 2015年10月9日  | 2016年1月14日 | 「ウチノ看板」                 |
| 3  | 2015年10月16日 | 2016年1月21日 | 「三代目清水屋」「霜里農場」   |
| 4  | 2015年10月23日 | 2016年1月28日 | 「宮崎畳店」                   |
| 5  | 2015年10月30日 | 2016年2月4日  | 「啓和運輸」                   |
| 6  | 2015年11月6日  | 2016年2月11日 | 「市川園」「ルナプランニング」 |
| 7  | 2015年11月13日 | 2016年2月18日 | 「たかはしたまご」             |
| 8  | 2015年11月20日 | 2016年2月25日 | 「栗こま娘本舗亀屋」「銀河堂」 |
| 9  | 2015年11月27日 | 2016年3月3日  | 「マルキユー」                 |
| 10 | 2015年12月4日  | 2016年3月10日 | 「笑顔創造店舗」               |
| 11 | 2015年12月11日 | 2016年3月17日 | 「ワイピーシステム」           |
| 12 | 2015年12月18日 | 2016年3月24日 | 「いせき」                     |
| 13 | 2015年12月25日 | 2016年3月31日 | 「テレビ埼玉」                 |

## ネット局・配信
| 放送対象地域 | 放送局             | 放送期間        | 放送時間 | 放送系列 | 備考       |
| ------------ | ------------------ | --------------- | -------- | -------- | ---------- |
| 配信         | GYAO!ストア        | 2015年4月29日 - | -        | -        | 1話～前週  |
| 配信         | テレ玉オンデマンド | 2015年4月29日 - | -        | -        | 1話 - 前週 |